# Julianne Nicholson
Julianne Nicholson (Medford, Massachusetts, 1 de juliol de 1971) és una actriu estatunidenca de teatre, cinema i televisió.
La seva filmografia principal inclou títols com One True Thing (1998), The Love Letter (1999), Passion of Mind (2000), Snatch (porcs i diamants) (2000), Little Black Book (2004), Kinsey (2004), Puccini for Beginners (2006), Brief Interviews with Hideous Men (2009), Staten Island (2009), Keep the Lights On (2012) i August: Osage County (2013). També ha treballat en sèries de televisió com Ally McBeal (2001-2002), ER (2004), Conviction (2006), Law & Order: Criminal Intent (2006-2009) i Boardwalk Empire (2011-2012), entre d'altres.

## Biografia
Va néixer i créixer a Medford (Massachusetts), no lluny de Boston. És filla de Kate (nascuda Gilday) i James O. Nicholson, Jr,. És la gran de 4 germans.
Va fer durant 6 mesos de model a Nova York, a continuació va començar una carrera d'actriu des de 1997, abans de tornar a treballar com a model a París durant 6 mesos. De retorn a Nova York, estudia al Hunter College 2 anys però abandona definitivament els seus estudis per consagrar-se a la carrera d'actriu.
El 2004, es va casar amb l'actor britànic Jonathan Cake a Itàlia. Es van conèixer al rodatge de Marriage, un episodi pilot per la HBO mai difós. Tenen un fill, Ignatius, nascut el setembre de 2007, i una filla, Phoebe Margaret, nascuda el 30 d'abril de 2009.

## Filmografia
Les seves pel·lícules més destacades són:

### Cinema
- 1997: Long Time Since: Phoebe
- 1998: Harvest: Lou Yates
- 1998: One True Thing: Estudiant de la universitat
- 1999: The Love Letter: Jennifer
- 1999: Curtain Call: Sandra Hewson
- 2000: Hero: jove dona alemanya
- 2000: Dead Dog: Charity
- 2000: Passion of Mind d'Alain Berliner: Kim
- 2000: Godass: Nancy
- 2000: What Happened to Tully: Ella Smalley
- 2002: Speakeasy: Rebecca
- 2002: I'm with Lucy: Jo
- 2003: Premis Independent Spirit
- 2004: Seeing Other People: Alice
- 2004: Little Black Book: Joyce Adams
- 2004: Dr Kinsey (Kinsey): Alice Martin
- 2005: Two Weeks: Emily Bergman
- 2005: Seagull: Julianne
- 2005: Her Name is Carla: Carla
- 2006: Flannel Pajamas: Nicole Reilly
- 2006: Puccini For Beginners: Samantha
- 2006: Little Nova York (Staten Island): Mary Halverson
- 2012: Keep the Lights d'Ira Sachs: Clara
- 2013: Agost (August: Osage County): Ivy Weston
- 2015: Ten Thousand Sants de Shari Springer Berman i Robert Pulcini: Harriet
- 2015: Black Mass de Scott Cooper: Marianne Connolly
- 2017: I, Tonya

### Televisió
- 1999: Storm of the Century: Cat Withers
- 2000: The Others: Marian Kitt (13 episodis)
- 2001: Law and Order: Jessie Lucas
- 2001-2002: Ally McBeal: Jenny Shaw (13 episodis)
- 2002: Presidio Med: Dra. Jules Keating
- 2004: ER: Jordan
- 2006: Conviction: Christina Finn (13 episodis)
- 2006-2009: Law & Order: Criminal Intent: Megan Wheeler (24 episodis)
- 2011-: Boardwalk Imperi: Esther Randolph
- 2013-2014: Masters of Sex: Dra. Lilian DePaul
- 2014-2015: The Red Road: Jean Jensen
- 2016-: Eyewitness: Helen Torrance (10 episodis)
- 2021: Mare of Easttown: Lori

### Nominacions
- 2003: Independent Spirit Award: millor segon paper femení pel paper d'Ella Smalley a What Happened to Tully